# Vallières-les-Grandes
Vallières-les-Grandes é uma comuna francesa na região administrativa do Centro, no departamento Loir-et-Cher. Estende-se por uma área de 41,08 km². Em 2010 a comuna tinha 956 habitantes (densidade: 23,3 hab./km²).